# 綠松色
綠松色（英語：Turquoise）是一種顏色，介于藍綠之間。與鴨綠色、青玉色和藍綠色相似。這種顏色的名稱來自於綠松石（Turquoise）。來自法語，是土耳其的稱呼之一，因為這種玉石最早是由土耳其進口到歐洲，因此得名。在1573年，首次被當成一種顏色的名稱來使用。
在X11顏色中，綠松色分為三個等級。

## 各種綠松色

### 蔚藍
蔚藍（Celeste）是偏天空藍的綠松色。

### 土耳其藍
在色輪（Color wheel）中，土耳其藍（Turquoise Blue，又譯為綠松藍）跟綠松色接近，但更偏藍色。